# Wannabe
El terme anglosaxó "wannabe" fa referència a una persona que vol aparentar ser una altra, imitar actituds o fins i tot desitjar ser una altra. El terme, una contracció de want to be (en anglès, «voler ser»), va entrar a formar part del llenguatge popular dels Estats Units a mitjan anys 80.
El terme va ser utilitzat per primera vegada el 6 de juliol de 1981 en un article de la revista Newsweek sobre surf, que descrivia als surfistes novençans que abarrotaven les platges com wannabes («I wanna be a surfer»). El terme va ser popularitzat per l'escriptor John Skow en un exemplar de la revista Time de la primavera de 1985 sobre l'estrella pop Madonna. Skow va usar la frase Wanna Be's per descriure als fanàtics ansiosos que anhelaven vestir-se, parlar i comportar-se com el seu ídol.
En els anys següents, la forma deformada de la frase de Skow —wannabe— va adquirir un ús més ampli i va adoptar certa connotació pejorativa. El terme és sovint associat amb l'ambició i les excessives ganes o fins i tot com a ofensa.
La paraula prové probablement de la deformació d'I want to be (en anglès, «Vull ser») a I wanna be.
El wannabe és una persona amb molt entusiasme i interès que usualment busca mantenir bones relacions amb els experts en l'activitat que li agrada amb l'objectiu d'arribar a ser igual que ells.
També podem trobar el terme referit als trastorns alimentaris com la bulímia i l'anorèxia. En aquest cas les persones wannabes o vulgarment anomenades "guanabis" són els qui demanen consells a les persones que pateixen la malaltia per poder baixar de pes.[cita 